# 縣神社 (下呂市)
縣神社（あがたじんじゃ）は、岐阜県下呂市萩原町にある単立神社である。旧社格は村社。

## 祭神
- 主祭神：御歳神
- 合祀神：家津御子神（家都御子神）、熊野久須美命（熊野牟須美神）、速玉男命、素戔嗚命、大山祇神

## 由緒
神体は山形の天然石。神社は桜洞扇状地の水田地帯のほぼ中央にあり、神社の由緒書きは「開拓の初めより里人が里の中央にある当社地を鍬収め、縄収めの所として、遂には田畑の加護神、穀物守護の霊神である御歳神を奉斎したものと思われる」と記している。神社一帯は神田（じんでん）遺跡という縄文遺跡で、古くから石器や縄文土器が多数出土し、1973年(昭和48年)の発掘調査では、住居址や人骨も発見された。

## 沿革
- 創建は不詳
- 元禄3年（1690年） 再建
- 明治5年（1872年） 村社に指定
- 明治41年（1908年） 桜洞区域内の熊野神社、天王社、山神社2社、計4社を合祀する。
- 昭和27年（1952年） 宗教法人縣神社となる。

## 文化財
- 岐阜県指定天然記念物  県神社のスギ[1]